# Buková (Ralská pahorkatina)
Buková (472 m n. m., německy Buchberg) je vrch v okrese Liberec Libereckého kraje, ležící asi 2 km východně od obce Janovice v Podještědí v jejím katastrálním území.

## Geomorfologické zařazení
Návrší náleží do celku Ralská pahorkatina, podcelku Zákupská pahorkatina, okrsku Podještědská pahorkatina, podokrsku Rynoltická pahorkatina a Janovické části.

## Přístup
Nejbližší dojezd automobilem je do Janovic v Podještědí, Žibřidic a Zdislavy, které jsou ve stejném pořadí propojeny silnicí a také zelenou a žlutou turistickou stezkou. Kolem hřbetu vede několik lesních cest, jedna přímo po hřbetnici.